# 出淵敬子
出淵 敬子（いずぶち けいこ、1937年10月16日 - ）は、日本の英文学者。日本女子大学名誉教授。専攻はイギリス小説、特にジェイン・オースティン、サミュエル・リチャードソン、ヴァージニア・ウルフなど。

## 人物・来歴
東京生まれ。1961年、日本女子大学文学部英文学科卒業。1965年東京大学大学院人文科学研究科英語英文学専攻修士課程修了、1970年同博士課程満期退学。1968年コロンビア大学大学院英語英文学・比較文学専攻修士課程修了。桐朋学園大学音楽学部を経て、1972年日本女子大学英文学科専任講師、1976年助教授、1984年同教授、2006年名誉教授。夫は出淵博。

## 共著編
- 『イギリスの心理小説』内多毅監修、塩谷清人ほか共著、東海大学出版会, 1985
- 『読書する女性たち イギリス文学・文化論集』編著、彩流社, 2006
- 『西部戦線異状あり　第一次世界大戦とイギリス女性作家たち』慶應義塾大学出版会, 2011
  - 河内恵子編著、上田敦子、遠藤不比人、大道千穂 共著

### 翻訳
- クウェンティン・ベル『ブルームズベリー・グループ　二十世紀イギリス文化の知的良心』 
  - みすず書房, 「グループの社会史」1972、新版1991。著者はヴァネッサ・ベルの次男
- ヴァージニア・ウルフ『ジェイコブの部屋』「著作集 2」みすず書房, 1977／文遊社, 2021
- ヴァージニア・ウルフ『ある犬の伝記』晶文社, 1979
  - 新版『フラッシュ 或る伝記』みすず書房, 1993／白水Uブックス、2020
- ヴァージニア・ウルフ『存在の瞬間 回想記』J.シュルキンド編、共訳、みすず書房, 1983
- クエンティン・ベル『ラスキン』晶文社, 1989
- 『恋する作家たち 107通のラヴレター』キャシー・N.デイヴィドソン編、監・共訳、DHC, 1994
- ヴァージニア・ウルフ『女性にとっての職業 エッセイ集』川本静子共監訳. みすず書房, 1994
- ヴァージニア・ウルフ『三ギニー 戦争と女性』「コレクション」みすず書房, 2006
- レイ・ストレイチー『イギリス女性運動史 1792-1928』みすず書房, 2008、新版2018
  - 栗栖美知子共監訳、吉田尚子・山内藤子・奥山礼子・佐藤千佳・山本優子・三神和子共訳

## 論文
- <出淵敬子